# Barbarian (film)
Pour les articles homonymes, voir Barbarian.
Pour plus de détails, voir Fiche technique et Distribution.
Barbarian est un film américain réalisé par Henry Crum, sorti en 2003.

## Synopsis
Après qu'une sorcière lui a révélé l'existence de trois artefacts capables, une fois réunis, d'apporter une paix durable ou le chaos, Kane, un barbare solitaire, part en quête de les retrouver, avant que le diabolique Munkar, qui en possède déjà un, ne mette la main sur les deux autres.

## Fiche technique
- Titre : Barbarian
- Réalisation : Henry Crum (crédité en tant que John O'Halloran)
- Scénario : Henry Crum et Chris Sivertson
- Production : Amy Russell, Eugene Efuni et Roger Corman
- Société de production : Concorde-New Horizons
- Musique : Mel Lewis
- Photographie : Sergei Bondarev, Sergey Danduryan et Boris Litovchenko
- Montage : Henry Crum
- Décors : Julian Cook
- Costumes : Vera Loktionova
- Pays d'origine : États-Unis
- Format : Couleurs - 1,66:1 - Dolby Digital - 35 mm
- Genre : Fantasy
- Durée : 79 minutes
- Date de sortie : 24 juin 2003 (États-Unis)

## Distribution
- Michael O'Hearn : Kane
- Irina Grigoryeva : la princesse
- Svetlana Metkina : Gilda
- Yuri Danilchenko : Maclou (Wooby dans la V.O.)
- Aleksandr Dyachenko : Zigrid
- Martin Kove : Munkar
- Dmitri Shevchenko : Kristo
- Irina Karra : Ilsa
- Evelina Blodans : Sevra
- Yevdokiya Germanova : la sorcière
- Yuri Dumchev : le prince des ténèbres
- Gary Kasper : le prince des ténèbres
- Yuri Petrov : le roi Kandor
- Aleksandre Revenko : le gros roi
- Ekaterina Drobish : Damsel
- Casandra Ventura : Harem

## Autour du film
- Le film reprend quelques stock-shots issus de Deathstalker (1983) et The Arena (2001)[1].
- Les scènes de châteaux furent tournées en Crimée, une presqu'île située au sud de l'Ukraine.